# شاهکارهای شرلوک هولمز
شاهکارهای شرلوک هولمز (به انگلیسی: The Exploits of Sherlock Holmes)، مجموعه‌ای از داستان‌های کوتاه تقلیدی شرلوک هولمز است؛ که توسط فرزند او آدریان کانن دویل و جان دیکسن کار نوشته شده و نخستین بار در سال ۱۹۵۴ منتشر شد. این کتاب، به عنوان نمونه اولیه و نسبتاً دقیق، و نزدیکِ به ماجراها و شخصیت شرلوک هولمز – که نتیجه همکاری فرزند و مؤلف زندگینامه خالق شرلوک هولمز است- در میان آثار تقلیدی آن، بسیار مورد توجه علاقه‌مندان قرار گرفت.

## فهرست داستان‌ها
داستان‌هایی که در این مجموعه قرار دارند از این جمله‌اند:
- ماجرای هفت ساعت
- ماجرای جوینده طلا
- ماجرای قماربازان مومی
- ماجرای معجزه در های‌گیت
- ماجرای بارونت سیه‌چرده
- ماجرای اتاق مهر و موم‌شده
- ماجرای فولکس رات
- ماجرای یاقوت عباسی
- ماجرای فرشتگان تاریکی
- ماجرای دو زن
- ماجرای هراس در محله دپتفورد
- ماجرای بیوه سرخ‌پوش

## نویسندگی
مشارکت در نویسندگی این مجموعه آنگونه که داگلاس جی. گرین در کتاب «جان دیکسن کار: مردی که معجزه را تعریف کرد» نقل می‌کند خالی از مشکل صورت نگرفته است. تردیدهایی در مورد این که کدام نویسنده کدام داستان را نوشته است وجود دارد.
در سال ۱۹۶۳ جان موری دو جلد کتاب از این مجموعه‌داستان یکی با نام «شاهکارهای شرلوک هولمز» نوشته‌شده توسط آدریان کانن دویل و دیگری با نام «شاهکارهای دیگری از شرلوک هولمز» نوشته‌شده توسط آدریان کانن دویل و جان دیکسن کار منتشر کرد. جلد اول، شش داستان آخر فهرست بالا را در بر دارد و جلد دوم، شش داستان نخست.

## ترجمه‌ها
شش داستان از این مجموعه شامل: ماجرای هفت ساعت، ماجرای جوینده طلا، ماجرای قماربازان مومی، ماجرای معجزه در های‌گیت، ماجرای بارونت سیه‌چرده و ماجرای اتاق مهر و موم‌شده در کتابی با عنوان «ماجراهای جدید شرلوک هولمز» با ترجمه رامین آذربهرام توسط انتشارات مروارید منتشر شده است.